# Pyura uatio
Pyura uatio is een zakpijpensoort uit de familie van de Pyuridae. De wetenschappelijke naam van de soort werd in 1991 voor het eerst geldig gepubliceerd door Claude Monniot.